# Israel Kirzner
Israel Meir Kirzner (Yisroel Mayer Kirzner) (født 13. februar 1930) er en af de ledende økonomer indenfor den østrigske skole.

## Opvækst
Kirzner er født i London, England og kom til USA via Sydafrika. Han er søn af en kendt rabbi og talmud-ekspert.

## Uddannelse
Han tog en BA med summa cum laude fra Brooklyn College i New York i 1954, en MBA-grad i 1955 sin ph.d.-grad fra New York University i 1957 mens han deltog i Ludwig von Mises' seminar.

## Økonomisk teori
Kirzners hovedbidrag inden økonomisk teori er entreprenørskab, og etik og økonomi. Han er professor ved New York University og en ledende kapacitet når det gælder Ludwig von Mises' tænkning inden metode og økonomisk teori.

## Forfatterskab
Nogle af hans vigtigste bøger: 
- "Entrepreneurial Discovery and The Competitive Market Process: An Austrian Approach," Journal of Economic Literature, March 1997
- The Meaning of Market Process. (Routledge 1992)
- Discovery, Capitalism and Distributive Justice. (Basil Blackwell 1989)
- Competition and Entrepreneurship. (Chicago 1973).

## Ekspert på ortodoks judaisme
Kirzner er ligeledes en ordineret Haredi-rabbi and Talmud-ekspert. Han arbejder som rabbi ved den menighed hans far tidligere ledede i Brooklyn, New York. Han er en af de kendeste disciple af Rabbi Isaac Hutner, tidligere leder af Rabbi Chaim Berlin-skolen, hvor han studerede i flere år samtidigt som han gennemførte sin akademiske uddannelse. Kirzner er en autoritet på Hutners skrifter og officiel redaktør af Hutners kildesamlinger.

## Eksterne links (på engelsk)
- Israel Kirzner's Faculty Page Arkiveret 4. juli 2012 hos  Wayback Machine
- An Interview with Israel M. Kirzner:Between Mises and Keynes Arkiveret 10. februar 2008 hos  Wayback Machine
- Gary North (founder of the Institute for Christian Economics) examines Israel Kirzner's doctrines in Inheritance and Dominion: Individualism, Holism and Covenantalism Arkiveret 22. september 2005 hos  Wayback Machine
- James Ahiakpor (chairman of the Dept of economics at California State University): Israel Kirzner on Supply and Demand Arkiveret 16. oktober 2006 hos  Wayback Machine
- Notes on Kirzner's Competition and Entrepreneurship Arkiveret 7. juni 2005 hos  Wayback Machine
- The Undiscountable Professor Kirzner: Essays on Capital and Interest: An Austrian Perspective Reviewed by Roger W. Garrison
- Israel Kirzner på Curlie (som bygger videre på Open Directory Project)